# 漢迪·阿布德瓦哈卜
漢迪·阿布德瓦哈卜（Hamdy Abd El-Wahab，1993年1月22日—）是一名埃及角力運動員，主攻男子古典式98公斤級項目。他曾獲得非洲角力錦標賽男子古典式98公斤級冠軍。

## 外部連結
- International Wrestling Datbase

,